# Amerikaans-indiaanse oorlogen

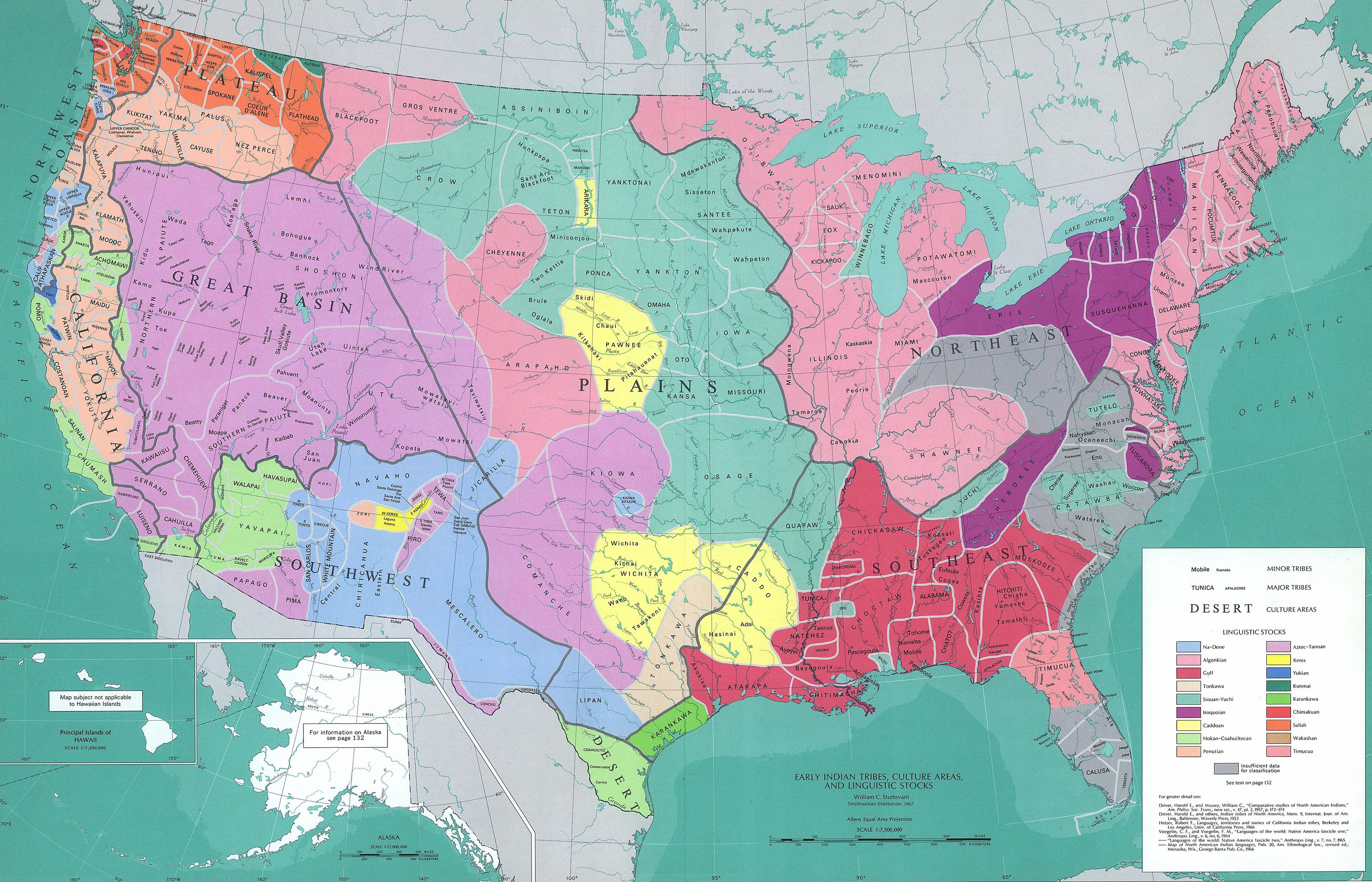
Taalgebieden van Indianen

De Amerikaans-indiaanse oorlogen waren de verscheidene conflicten tussen de Amerikaanse kolonisten of de Amerikaanse overheid en de oorspronkelijke bevolking, vanaf de eerste koloniale nederzettingen tot ongeveer 1890. Deze oorlogen werden eerst gevochten onder Europeanen, op zoek naar grondstoffen. De aangroei van de kolonisten en het daarbij inpalmen van territorium, bracht hen in conflict met de indianen. De kolonisten verdreven ze noord- en westwaarts. Soms hadden die oorlogen ook te maken met oorlogen op het Europees continent en daarom lijfden ze de indianen in, om in Amerika oorlog te voeren.
Veel van die conflicten waren lokaal, ruzie over grondbezit, soms in verband met eerwraak. Met het Manifest Destiny werd de verovering van Noord-Amerika van kust tot kust een ideologie. In de jaren 1830 had de overheid een plan om de indianen ten oosten van de Mississippi te verwijderen, al dan niet gewapend of door het sluiten van verdragen.

## Koloniale periode 1607-1775

### Over grondbezit
- Jamestown-bloedbad van 1622
- Pequot Oorlog 1634-1638
- Anglo-Powhatan oorlogen, drie oorlogen tussen 1610 en 1646
- King Philip's War 1675-1678
- Oorlog van koning Willem 1688-1697

### Gelinkt met een Europees conflict
- Oorlog van koningin Anna 1702-1713
- Dummers oorlog 1721-1725
- Oorlog van koning George 1740-1748
- Franse en Indiaanse Oorlog 1754-1763

## Zie ook

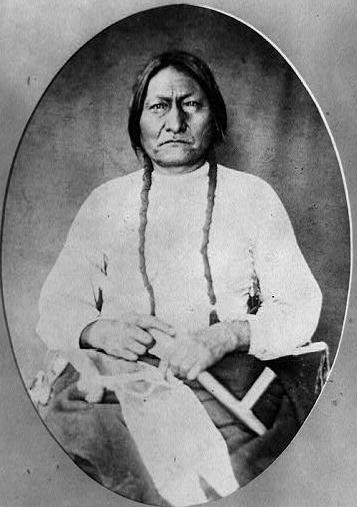
Sitting Bull
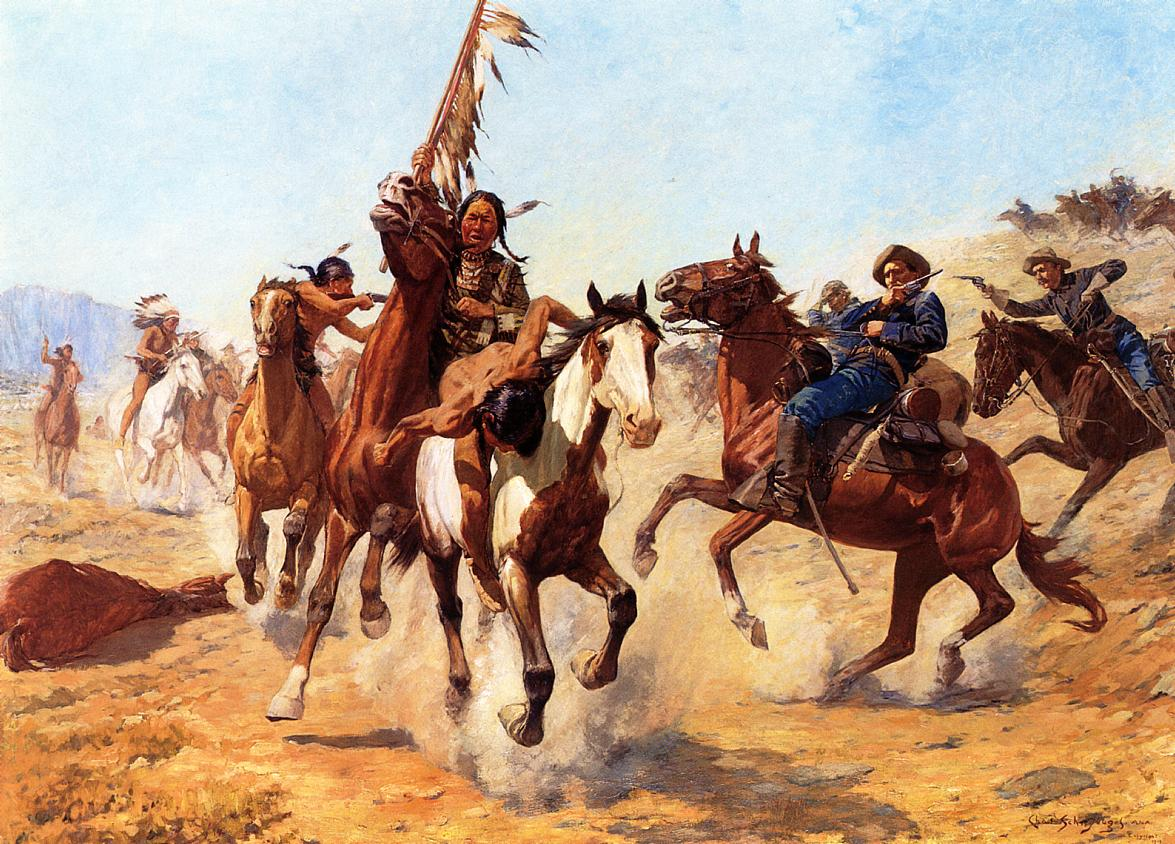
Indiaanse krijgers
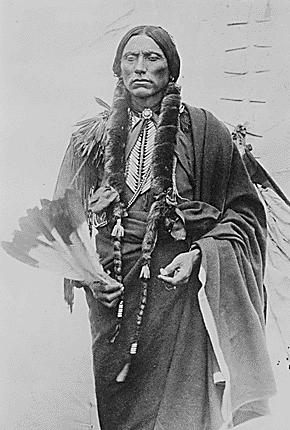
Quanah Parker
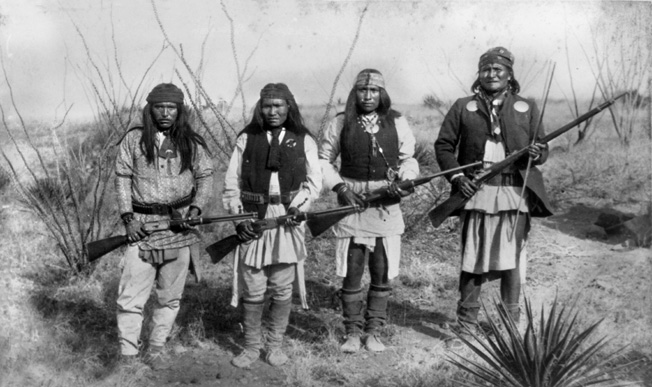
Apache-opperhoofd Geronimo (rechts)
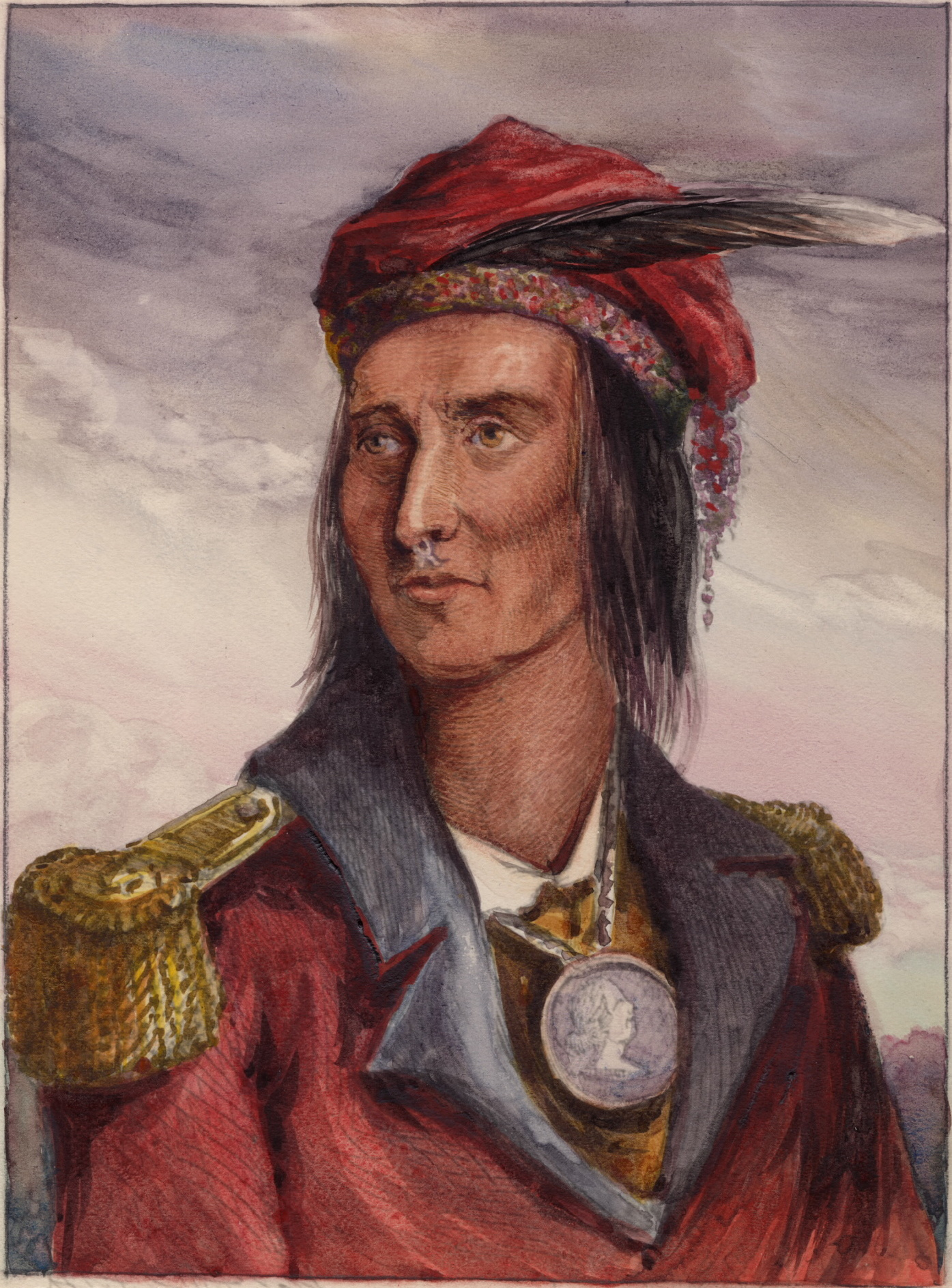
Tecumseh
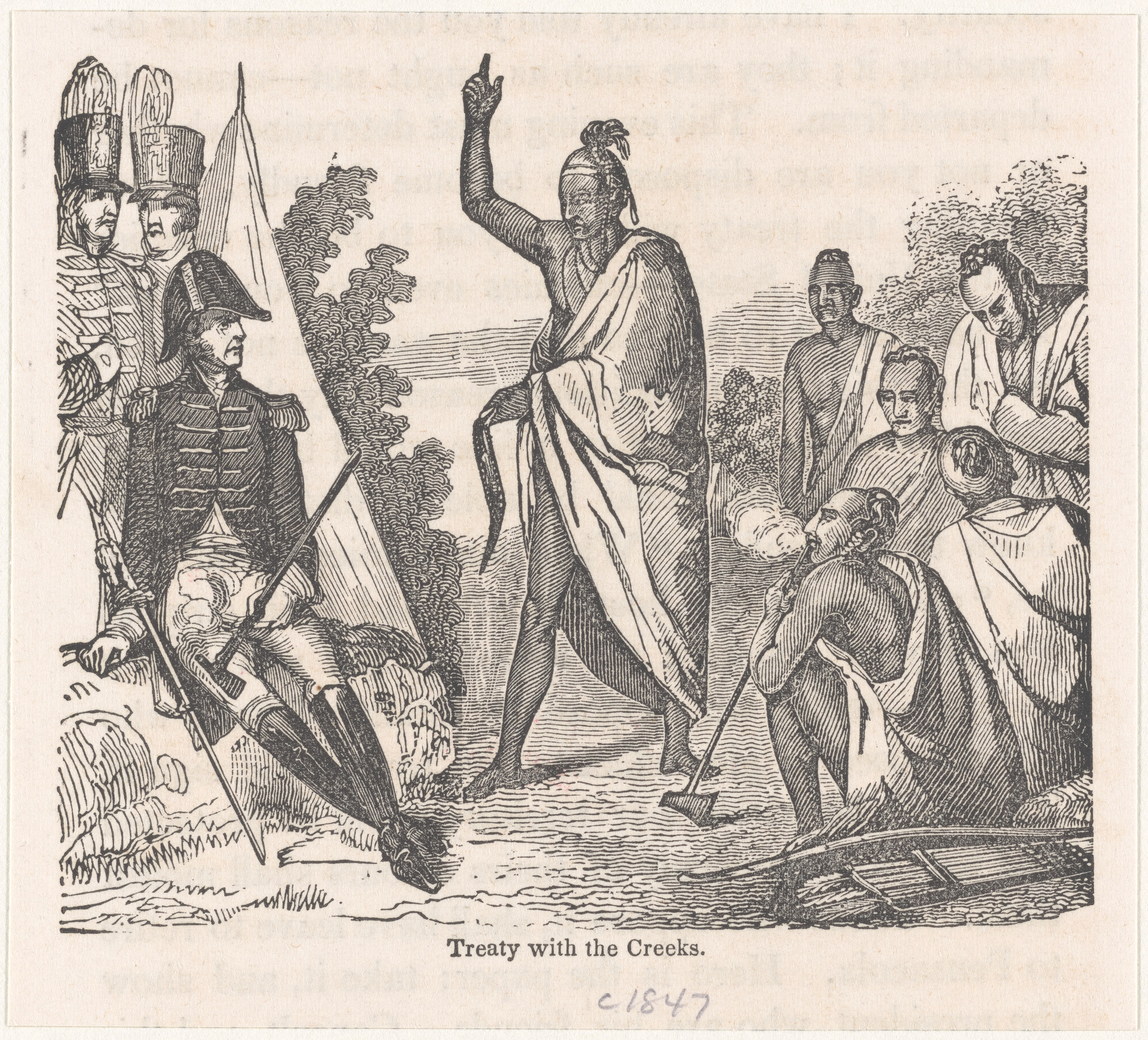
Oorlogsverklaring Creek

### Bevrijdingsoorlog
- Pontiacs Oorlog 1763-1766

### Na de onafhankelijkheid van de V.S.
- Fettermans gevecht

- Grote Siouxoorlog van 1876
- Slag bij de Little Bighorn
- Slag bij de Powder River